# Kalmar landsfiskalsdistrikt
Kalmar landsfiskalsdistrikt var 1918-1941 ett landsfiskalsdistrikt i Kalmar län, bildat när Sveriges indelning i landsfiskalsdistrikt trädde i kraft den 1 januari 1918, enligt beslut den 7 september 1917. Landsfiskalsdistriktet avskaffades den 1 oktober 1941 (genom kungörelsen 28 juni 1941) när Sverige fick en ny indelning av landsfiskalsdistrikt och dess område överfördes till det nybildade Norra Möre landsfiskalsdistrikt.
Landsfiskalsdistriktet låg under länsstyrelsen i Kalmar län.

## Ingående områden
Den 1 januari 1925 inkorporerades Kalmar landskommun i Kalmar stad.

### Från 1918
Norra Möre härad:
- Dörby landskommun
- Förlösa landskommun
- Kalmar landskommun
- Kläckeberga landskommun
- Kristvalla landskommun
- Åby landskommun

### Från 1925
Norra Möre härad:
- Dörby landskommun
- Förlösa landskommun
- Kläckeberga landskommun
- Kristvalla landskommun
- Åby landskommun